# Emil Berggreen
 Der er flere personer med dette navn, se Emil Berggren.
Emil Berggreen (født 10. maj 1993) er en tidligere dansk professionel fodboldspiller med rødder i Kroatien. 

## Karriere
Emil Berggreen har som ungdomsspiller spillet i Frem Hellebæk, Boldklubben Søllerød-Vedbæk og FC Nordsjælland samt Brønshøj Boldklub (2012-14).

### Hobro IK
Den 20. juni 2014 blev det offentliggjort på Hobro IKs hjemmeside, at Emil Berggreen skiftede til klubben på treårig aftale. Købet af Berggreen er blot den anden spiller i Hobros historie, som de har betalt en transfersum for. Den første var Martin Thomsen, som kom fra Skive i januar 2013. 
Han fik sin debut for Hobro IK i Superligaen den 20. juli 2014, da han startede inde og spillede de første 55 minutter i en 1-2-sejr ude over Odense Boldklub. Han scorede sit første og andet mål i Superligaen den 9. november 2014 i en 3-0-sejr hjemme over Brøndby IF. I hans halve år i Hobro IK spillede Emil Berggreen samlet set 17 kampe og scorede tre mål i Superligaen for Hobro IK.

### Eintracht Braunschweig
Den 2. februar 2015 bekendtgjorde Eintracht Braunschweig, at de havde købt Emil Bergreen for en transfersum af 1.000.000 danske kroner.
Berggreen spillede 27 kampe i Eintracht Braunschweig og lavede 11 mål og fem assist. 

### Mainz 05
Den 31. januar 2016 blev det offentliggjort, at den tyske Bundesligaklub Mainz 05 havde sikret sig Emil Berggreen på en treårig aftale, der løber frem til 2019.

## Privatliv
Berggreen er fætter til Oliver Drost, der spiller i AC Horsens. Langt ude er han i familie med Klaus Berggreen. 

## Uddannelse
Espergærde Gymnasium (2009 - 2012)